# Nitrotoluène
Le nitrotoluène ou mononitrotoluène est un composé aromatique de formule brute C7H7NO2. Il est constitué d'un cycle benzénique substitué par un groupe méthyle (-CH3) et un groupe nitro (-NO2). Comme tous les benzènes disubstitués, il existe sous la forme de trois isomères structuraux, les composés ortho, méta et para, selon la position relative des deux substituants sur le cycle
Les nitrotoluènes sont des intermédiaires dans la production de TNT et peuvent donc souvent être détectés comme déchets d'armement dans le sol et les eaux souterraines. 

## Propriétés
| Nitrotoluène                     |                                                                    |                                                         |                                                        |
| Nom systématique                 | 2-Nitrotoluène                                                     | 3-Nitrotoluène                                          | 4-Nitrotoluène                                         |
| Autres noms                      | orthonitrotoluène o-nitrotoluène 1-méthyl-2-nitrobenzène ONT, 2-NT | métanitrotoluène m-nitrotoluène 1-méthyl-3-nitrobenzène | paranitrotoluène p-nitrotoluène 1-méthyl-4-nitrobenène |
| Structure                        | Structure de l'o-nitrotoluène                                      | Structure de du m-nitrotoluène                          | Structure du p-nitrotoluène                            |
| N° CAS                           | 88-72-2                                                            | 99-08-1                                                 | 99-99-0                                                |
| Numéro ECHA                      | 100.001.685                                                        | 100.002.480                                             | 100.002.553                                            |
| PubChem                          | 6944                                                               | 7422                                                    | 7473                                                   |
| Formule chimique                 | C7H7NO2                                                            | C7H7NO2                                                 | C7H7NO2                                                |
| Masse moléculaire                | 137,14 g·mol-1                                                     | 137,14 g·mol-1                                          | 137,14 g·mol-1                                         |
| État (CNTP)                      | liquide                                                            | liquide                                                 | solide                                                 |
| Apparence                        | liquide huileux jaune, odeur aromatique                            | liquide jaune, odeur caractéristique                    | cristaux jaunâtres                                     |
| Point de fusion                  | −4 °C                                                              | 16 °C                                                   | 52 °C                                                  |
| Point d'ébullition               | 222 °C                                                             | 232 °C                                                  | 238 °C                                                 |
| Masse volumique (20 °C)          | 1,16 g·cm-3                                                        | 1,16 g·cm-3                                             | 1,28 g·cm-3                                            |
| Pression de vapeur (20 °C)       | 0,195 hPa                                                          | 0,199 hPa                                               |                                                        |
| Point d'éclair (coupelle fermée) | 106 °C                                                             | 106 °C                                                  | 106 °C                                                 |
| Point d'auto-inflammation        | 420 °C                                                             | 440 °C                                                  | 390 °C                                                 |
| Limites d'explosivité            | 1,47 ― 8,8 vol.%                                                   | 2,2 vol.% ―                                             | 1,6 vol.% ―                                            |
| Solubilité dans l'eau (20 °C)    | 0,65 g·l-1                                                         | 0,419 g·l-1                                             | 0,26 g·l-1                                             |
| LogP                             | 2,3                                                                | 2,45                                                    | 2,37                                                   |
| SGH                              | Attention                                                          | Attention,                                              | Attention,                                             |
| Phrases H et P,                  | H302, H340, H350, H361f et H411                                    | H302, H311, H332, H373 et H411                          | H373, H411 et H301+H311+H331                           |
| Phrases H et P,                  | P201, P273, P281 et P308+P313                                      | P273, P280 et P309+P310 P302+P352                       | P261, P273 et P280 P311 et P301+P310                   |

Les points d'ébullition des trois isomères sont proches les uns des autres, tandis que les points de fusion diffèrent sensiblement. Le 4-nitrotoluène, qui présente la plus grande symétrie, a le point de fusion le plus élevé. Ce dernier est d’ailleurs le seul solide à température ambiante alors que le deux autres sont liquides. Les trois isomères sont quasi insolubles dans l'eau.

## Synthèse
Les trois isomères peuvent être obtenus par nitration du toluène avec de l'acide nitrique catalysé par de l'acide sulfurique. Du fait de l'effet +I du groupe méthyle, la substitution électrophile aromatique est orientée ortho/para, et donc les composés 2- (65%) et 4- (30%) sont obtenus majoritairement tandis que le composé 3- n'est que très peu obtenu (5%).
Le 3-nitrotoluène peut être synthétisé plus efficacement à partir du 3-nitro-4-aminotoluène, par diazotation du groupe amino et réduction du sel de diazonium résultant avec l'éthanol (dédiazonation).

## Utilisations
Les nitrotoluènes sont des intermédiaires dans la fabrication des toluidines correspondantes (par réduction du groupe nitro), dans la synthèse organique de pesticides, de composés pharmaceutiques, de colorants et de plastiques.
Les 2- et 4-nitrotoluène sont des intermédiaires dans la fabrication du TNT, dans laquelle ils sont nitrés en 2,4-dinitrotoluène. Le 2- et le 4-nitrotoluène sont également ajoutés aux plastics comme agent de marquage.
Les nitrotoluènes sont aussi le précurseurs des acides nitrobenzoïques, par oxydation du groupe méthyle. Par exemple, le 4-nitrotoluène peut être oxydé en acide 4-nitrobenzoïque par le dichromate de sodium en présence d'acide sulfurique concentré.

## Précautions
Les nitrotoluènes peuvent former des vapeurs explosives, attaquer le caoutchouc et les plastiques, et sont cancérigènes.